# Bourguignons
Bourguignons je francouzská obec v departementu Aube v regionu Grand Est. Žije zde 252 obyvatel.

## Poloha obce
Obec leží na řece Seině, 28 km jihovýchodně od města Troyes.

### Sousední obce
| Růžice kompasu | Chauffour-lès-Bailly     | Marolles-lès-Bailly Fralignes | Magnant       | Růžice kompasu |
| Růžice kompasu | Courtenot Virey-sous-Bar | Sever                         |               | Růžice kompasu |
| Růžice kompasu | Courtenot Virey-sous-Bar | Bourguignons                  |               | Růžice kompasu |
| Růžice kompasu | Courtenot Virey-sous-Bar | Jih                           |               | Růžice kompasu |
| Růžice kompasu | Jully-sur-Sarce          |                               | Bar-sur-Seine | Růžice kompasu |

## Vývoj počtu obyvatel
Počet obyvatel